# Яковлев, Владислав Павлович
Владисла́в Па́влович Я́ковлев (род. 1 января 1993) — казахстанский гребец, мастер спорта Республики Казахстан международного класса, чемпион Азии 2010, 2011 и 2012 годов среди юниоров.

## Биография
С 2008 года тренируется у главного тренера сборной Казахстана по академической гребле Засл.тр. РК Анны Белоноговой, также в тренерский коллектив входят Владимир Белоногов и Александр Усачёв.
В 2010 году на чемпионате Азии по академической гребле среди юношей в китайском Гуанчжоу стал чемпионом .
На чемпионате Азии по академической гребле 2011 года в Хвачхоне (Республика Корея) снова стал чемпионом среди юношей.
Лицензию на Олимпийские игры 2012 года завоевал, заняв 5-е место на чемпионате Азии по академической гребле в Чонджу (Республика Корея) .
На Олимпийских играх 2012 года показал 28-й результат.
На Играх 2016 года занял 31-е место.
На Играх 2020 года занял 19-е место.